# Salinovec
Salinovec je naseljeno mjesto u Republici Hrvatskoj u Varaždinskoj županiji. 

## Zemljopis
Administrativno je u sastavu grada Ivanca. Naselje se proteže na površini od 4,76 km². 

## Stanovništvo
Prema popisu stanovništva iz 2011. godine u Salinovcu živi 512 stanovnika i to u 146 kućanstava. Gustoća naseljenosti iznosi 107,56 st./km².
| broj stanovnika | 222   | 226   | 261   | 331   | 373   | 492   | 513   | 567   | 679   | 663   | 590   | 588   | 538   | 500   | 512   | 512   | 466   |
|                 | 1857. | 1869. | 1880. | 1890. | 1900. | 1910. | 1921. | 1931. | 1948. | 1953. | 1961. | 1971. | 1981. | 1991. | 2001. | 2011. | 2021. |